# 관당초등학교
관당초등학교는 대한민국 충청남도 보령시에 있는 공립 초등학교이다.

## 학교 연혁
- 1969년 10월 1일: 웅천국민학교 관당분교장 설치
- 1973년 5월 10일: 관당국민학교 승격 개교
- 1993년 3월 1일: 황교국민학교와 통합

## 참고 자료
- 관당초등학교 - 한국교육학술정보원 학교알리미